# Alie Boorsma
Aaltje Grietje „Alie“ Boorsma (* 22. Juli 1959 in Drachten) ist eine ehemalige niederländische Eisschnellläuferin.

## Werdegang
Boorsma kam bei niederländischen Meisterschaften einmal auf den zweiten Platz und zweimal auf den dritten Platz. Zudem wurde sie in den Jahren 1981 sowie 1982 niederländische Meisterin im Mini-Mehrkampf und im Jahr 1983 im Sprint-Mehrkampf. International trat sie erstmals bei den Juniorenweltmeisterschaften 1979 in Grenoble in Erscheinung, wobei sie den 18. Platz im Mini-Mehrkampf errang. Im folgenden Jahr kam sie bei den Juniorenweltmeisterschaften in Assen auf den 13. Platz im Mini-Mehrkampf. In der Saison 1980/81 siegte sie beim Wettbewerb „Goldener Schlittschuh“ in Inzell im Mini-Mehrkampf und errang bei der Sprintweltmeisterschaft 1981 in Grenoble den neunten Platz. Zudem lief sie bei der Mehrkampfeuropameisterschaft 1981 in Heerenveen auf den 11. Platz und bei der Mehrkampfweltmeisterschaft 1981 in Québec auf den 13. Rang im Mini-Mehrkampf. In der folgenden Saison wurde sie beim Wettbewerb „Goldener Schlittschuh“ in Inzell Zweite im Mini-Mehrkampf, bei der Mehrkampfweltmeisterschaft 1982 in Inzell Siebte im Mini-Mehrkampf und bei der Sprintweltmeisterschaft 1982 in Alkmaar Fünfte. Außerdem nahm sie an der Mehrkampfeuropameisterschaft 1982 in Heerenveen teil, wobei sie nach drei von vier Läufen disqualifiziert wurde. Nach Platz 11 im Kleinen Vierkampf bei der Mehrkampfeuropameisterschaft 1983 in Heerenveen zu Beginn der Saison 1982/83, erreichte sie bei der Mehrkampfweltmeisterschaft 1983 in Karl-Marx-Stadt den 13. Platz im Kleinen Vierkampf und bei der Sprintweltmeisterschaft 1983 in Helsinki den neunten Platz. Zum Saisonende errang sie beim Wettbewerb „Goldener Schlittschuh“ in Inzell den dritten Platz im Kleinen Vierkampf.
In der Saison 1983/84 belegte Boorsma bei der Mehrkampfeuropameisterschaft 1984 in Alma Ata den 18. Platz im Kleinen Vierkampf und bei den Olympischen Winterspielen 1984 in Sarajevo den 33. Platz über 500 m sowie den 23. Rang über 1000 m. Im folgenden Jahr nahm sie letztmals an Weltmeisterschaften teil. Dabei kam sie bei der Mehrkampfweltmeisterschaft 1985 in Sarajevo auf den 17. Platz im Kleinen Vierkampf und bei der Sprintweltmeisterschaft 1985 in Heerenveen auf den 11. Rang.

## Erfolge

### Olympische Spiele
- 1984 Sarajevo: 23. Platz 1000 m, 33. Platz 500 m

### Mehrkampf-Weltmeisterschaften
- 1981 Québec: 13. Platz Mini Mehrkampf
- 1982 Inzell: 7. Platz Mini Mehrkampf
- 1983 Karl Marx Stadt: 13. Platz Kleiner Vierkampf
- 1985 Sarajevo: 17. Platz Kleiner Vierkampf

### Sprint-Weltmeisterschaften
- 1981 Grenoble: 9. Platz Sprint-Mehrkampf
- 1982 Alkmaar: 5. Platz Sprint-Mehrkampf
- 1983 Helsinki: 9. Platz Sprint-Mehrkampf
- 1985 Heerenveen: 11. Platz Sprint-Mehrkampf

### Mehrkampf-Europameisterschaften
- 1981 Heerenveen: 11. Platz Kleiner Vierkampf
- 1982 Heerenveen: DSQ Kleiner Vierkampf
- 1983 Heerenveen: 11. Platz Kleiner Vierkampf
- 1984 Alma Ata: 18. Platz Kleiner Vierkampf

## Persönliche Bestleistungen
| Disziplin | Zeit        | Datum            | Ort     |
| --------- | ----------- | ---------------- | ------- |
| 500 m     | 41,21 s     | 13. Februar 1982 | Inzell  |
| 1000 m    | 1:24,82 min | 4. März 1982     | Inzell  |
| 1500 m    | 2:10,55 min | 13. Februar 1982 | Inzell  |
| 3000 m    | 4:38,50 min | 25. Februar 1981 | Inzell  |
| 5000 m    | 8:12,19 min | 2. Februar 1985  | Alkmaar |